# Cầu Mai Đình – Đông Xuyên
Cầu Đông Xuyên là một cây cầu đường bộ bắc qua sông Cầu nằm trên tỉnh lộ 295 nối 2 xã Yên Trung và Xuân Cẩm của tỉnh Bắc Ninh
Cầu Đông Xuyên cách Bến phà Đông Xuyên 800 mét, tổng chiều dài toàn tuyến là 7708 m. Tổng vốn đầu tư xây dựng cầu là 528 tỷ đồng từ nguồn vốn Nhà nước. Cầu được khởi công ngày 19 tháng 5 năm 2012, lễ cắt băng khánh thành ngày 18 tháng 5 năm 2014.
Cầu Đông Xuyên có ý nghĩa rất lớn trong việc kết nối giữa hai địa phương nhằm thúc đẩy sự phát triển kinh tế của tỉnh.